# Phyllis Bedells
Phyllis Bedells (9 agosto 1893 – 2 maggio 1985) è stata una ballerina britannica.

## Biografia
Ethel Phyllis Bedells è nata a Knowle, Bristol. Suo padre era un impiegato della Bristol Gas Company: entrambi i genitori erano musicisti. Suo padre ha fondato la Bristol Amateur Operatic Society e sia Phyllis che sua madre sono apparse nelle produzioni della compagnia. Ha frequentato una scuola teatrale a Nottingham. Ha studiato danza classica con Malvina Cavallazzi, Alexander Genée, Adolph Bolm, Enrico Cecchetti e Anna Pavlova.
Nel 1907 Bedells diventa ballerina al London Empire Theatre e divenne la prima Prima Ballerina britannica nel 1914. Lasciò l'Epire nel 1916 per ballare nei teatri del West End e nei balletti d'opera al Covent Garden. È apparsa in due film muti, Fairyland (1916) e The Land of Mystery (1920). Fu membro fondatore della Royal Academy of Dance nel 1920 e contribuì a redigere il suo primo programma di studio. Fu inoltre membro della Camargo Society. Nel 1931 apparve come artista ospite con il Vic-Wells Ballet.
Bedells si ritirò dal palco nel 1935, offrendo una performance di addio all'Ippodromo di Londra. Divenne insegnante di danza ed esaminatrice per la Royal Academy of Dance. Ha pubblicato la sua autobiografia, My Dancing Days, nel 1954. Nel 1976, ha registrato un'intervista per il Dance Oral History Project presso la New York Public Library. Morì nel 1985, a Henley-on-Thames, all'età di 91 anni.

## Vita privata
Phyllis Bedells sposò il maggiore Ian Gordon McBean nel 1918, con il quale ha avuto un figlio e una figlia. Anche la loro figlia, Jean Bedells (1924-2014), è stata una ballerina, così come la figlia di Jean, Anne Bedells.

## Lascito
- Nel 1979, in suo onore è stata istituita la borsa di studio annuale Phyllis Bedells.[7]
- Una raccolta dei suoi documenti è conservata negli archivi della Royal Academy of Dance.[8]
- Un costume di scena indossato da Phyllis Bedells nel 1933 è nella collezione del Victoria and Albert Museum.[9]

## Filmografia
- Fairyland, regia di Horace Lisle Lucoque - cortometraggio (1916)
- The Land of Mystery, regia di Harold M. Shaw e Basil Thompson (1920)

## Libri
- (EN) My Dancing Days, Read Books, 2009, ISBN 978-1-4446-0503-7.